# Drög að Upprisu
Drög að Upprisu fue un álbum lanzado en 1994 por el cantante de rock islandés Megas. Formado por 16 canciones, este trabajo contó, como en ocasiones anteriores, con la colaboración del guitarrista Guðlaugur Kristinn Óttarsson.